# USS Erie (PG-50)
USS Erie (PG-50) – amerykańska kanonierka patrolowa z okresu II wojny światowej. Zwodowana i oddana do użytku w 1936 roku. Działała jako okręt eskortowy na Oceanie Spokojnym, Oceanie Atlantyckim i Morzu Karaibskim do momentu storpedowania i zatopienia przez niemiecki okręt podwodny U-163 w 1942 roku.